# Espinhosela
Espinhosela é uma povoação portuguesa sede da Freguesia de Espinhosela do Município de Bragança, freguesia com 37,03 km² de área e 227 habitantes (censo de 2021), tendo, por isso, uma densidade populacional de 6,1 hab./km².
Além da sede, a Freguesia de Espinhosela compreende as aldeias de Cova de Lua, Terroso e Vilarinho.

## Demografia
A população registada nos censos foi:
| Distribuição da População por Grupos Etários | Distribuição da População por Grupos Etários | Distribuição da População por Grupos Etários | Distribuição da População por Grupos Etários | Distribuição da População por Grupos Etários |
| -------------------------------------------- | -------------------------------------------- | -------------------------------------------- | -------------------------------------------- | -------------------------------------------- |
| Ano                                          | 0-14 Anos                                    | 15-24 Anos                                   | 25-64 Anos                                   | > 65 Anos                                    |
| 2001                                         | 30                                           | 23                                           | 134                                          | 117                                          |
| 2011                                         | 11                                           | 17                                           | 106                                          | 110                                          |
| 2021                                         | 13                                           | 9                                            | 93                                           | 112                                          |

## Património
- Ruínas da Capela da Senhora da Hera